# Загорецький Микола Олександрович

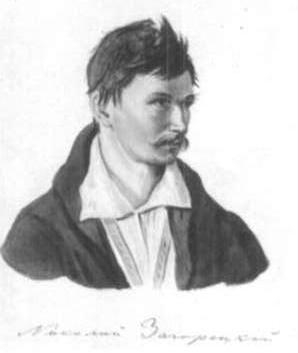
Загорецький Микола Олександрович, 1828 рік. Акварель Бестужева М.О. Автограф Загорецького.

Загорецький Микола Олександрович (1797 — 1885) — декабрист, поручик квартирмейстерської частини. Член  Південного товариства.

## Біографія
З  дворян  Смоленської губернії. Виховувався вдома і слухав лекції в  Московському університеті (1815).
Записаний в службу губернським реєстратором до канцелярії смоленського військового губернатора - 13 березня 1812 року, записаний в московське ополчення портупей-юнкером - 12 липня 1812 року, записаний в свиту по квартирмейстерської частини колонновожатим - 31 серпня 1813 року. У 1816 році вступив до  Московського навчального закладу для колонновожатих, випущений по іспиту прапорщиком до Головної квартири 1-ї армії - 26 листопада 1817 року, відряджений у 2 армію у 1818 році, відряджений на  зйомку  Подільської губернії - 1 квітня 1819 року, підпоручик - 8 квітня 1821 року. За відмінність по службі поручик - 26 листопада 1823 року.
Член  Південного товариства з 1825 року.
Наказ про арешт від 30 грудня 1825 року, заарештований 2 января 1826 року, допитаний в Тульчині, доставлений з Тульчина до Петербурга на головну гауптвахту - 18 січня 1826 року. 19 січня переведений у Петропавловську фортецю. Визнаний винним у приналежності до таємного товариства, схвалював республіканське правління і скасування престолу, був посланий з Тульчина до полковника Лемана зі звісткою про смерть імператора  Олександра I з тим, щоб Леман повідомив про це  Пестеля.
Засуджений за VII розряду і по конфірмації 10 липня 1826 року засуджений до каторжних робіт на 2 роки, термін скорочений до 1 року - 22 серпня 1826 року. Відправлений з  Петропавлівської фортеці до Сибіру - 17 лютого 1827 року. Доставлений в  Читинський острог - 10 квітня 1827 року. Після відбуття терміну каторги в квітні 1828 року звернений на поселення в слободу Вітім  Іркутської губернії, звідки в грудні 1833 року переведений до с. Буреть. В січні 1838 року визначений рядовим в Апшеронський піхотний полк, переведений в Навагінський піхотний полк - 4 жовтня 1838 року. Унтер-офіцер - 30 вересня 1840 року, за відзнаку в справах проти горців присвоєно військове звання прапорщик - 10 травня 1843 року. Звільнено від військової служби - 5 березня 1845 року із зобов'язанням безвиїзно жити в маєтку сестри в с. Сумін  Звенигородського повіту  Московської губернії, дозволено вступити на службу по відомству Міністерства державного майна під секретним наглядом найближчого начальства у вересні 1847 року. В 1849 році призначений уповноваженим від скарбниці по полюбовному розмежування земель в Одоєвському повіті  Тульської губернії, прослужив на цій посаді 19 років, а потім оселився в  Москві, де й помер у будинку Бахметева. Похований на  Ваганьковському кладовищі.

## Нагороди
- За праці з  зйомці нагороджений  орденом святої Анни 3 ступеня - 10 липня 1822 року.